# Carole Feuerman

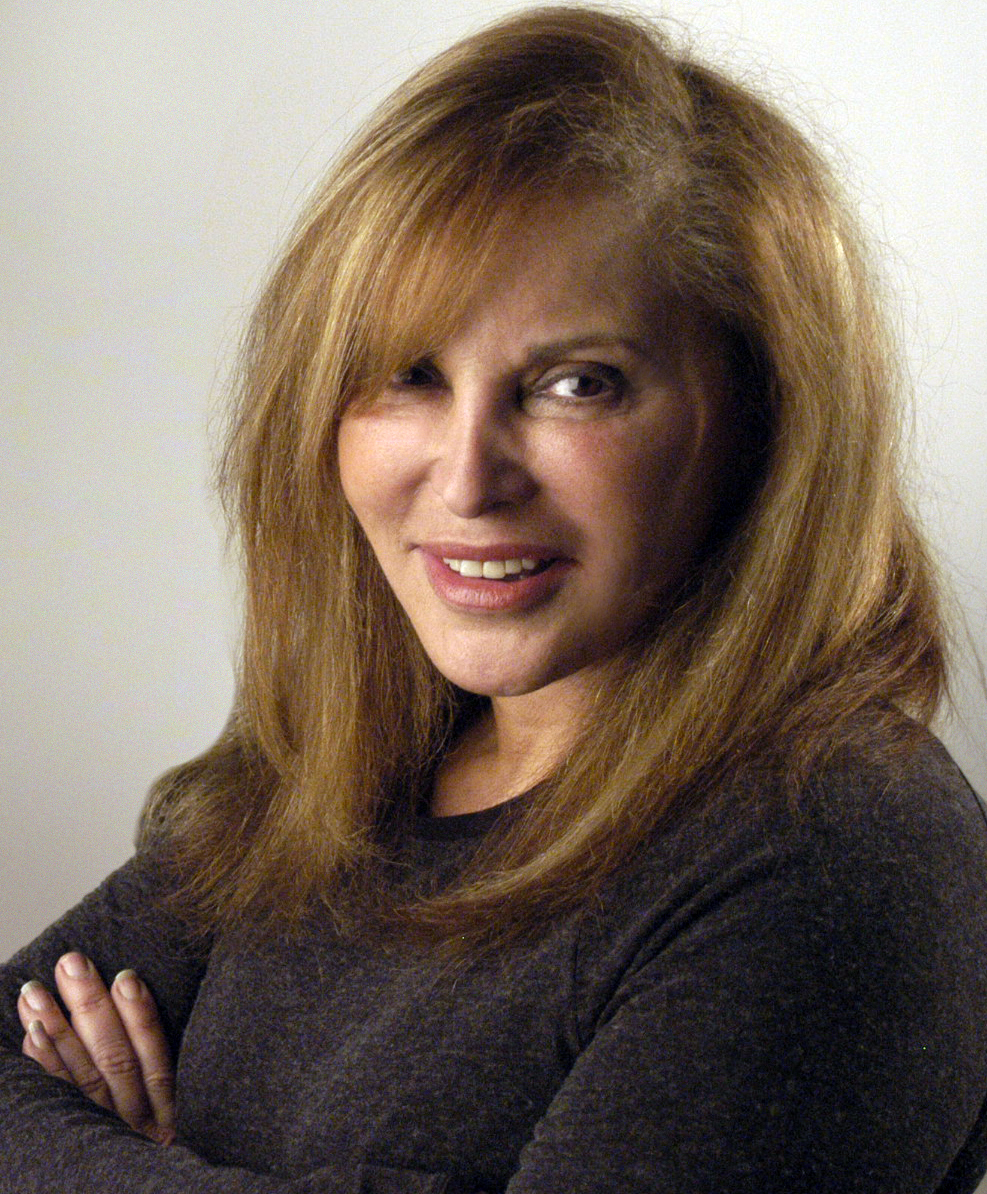
Carole Feuerman

Carole A. Feuerman (* 1945 in Hartford, Connecticut) ist eine US-amerikanische Bildhauerin und Autorin. Sie arbeitet im Hyperrealismus, einer Bewegung, die in den 1970er Jahren in Bezug auf fotorealistische Malerei begann. Sie ist vor allem für ihre figurativen Arbeiten von Schwimmern und Tänzern bekannt.

## Leben und Werk

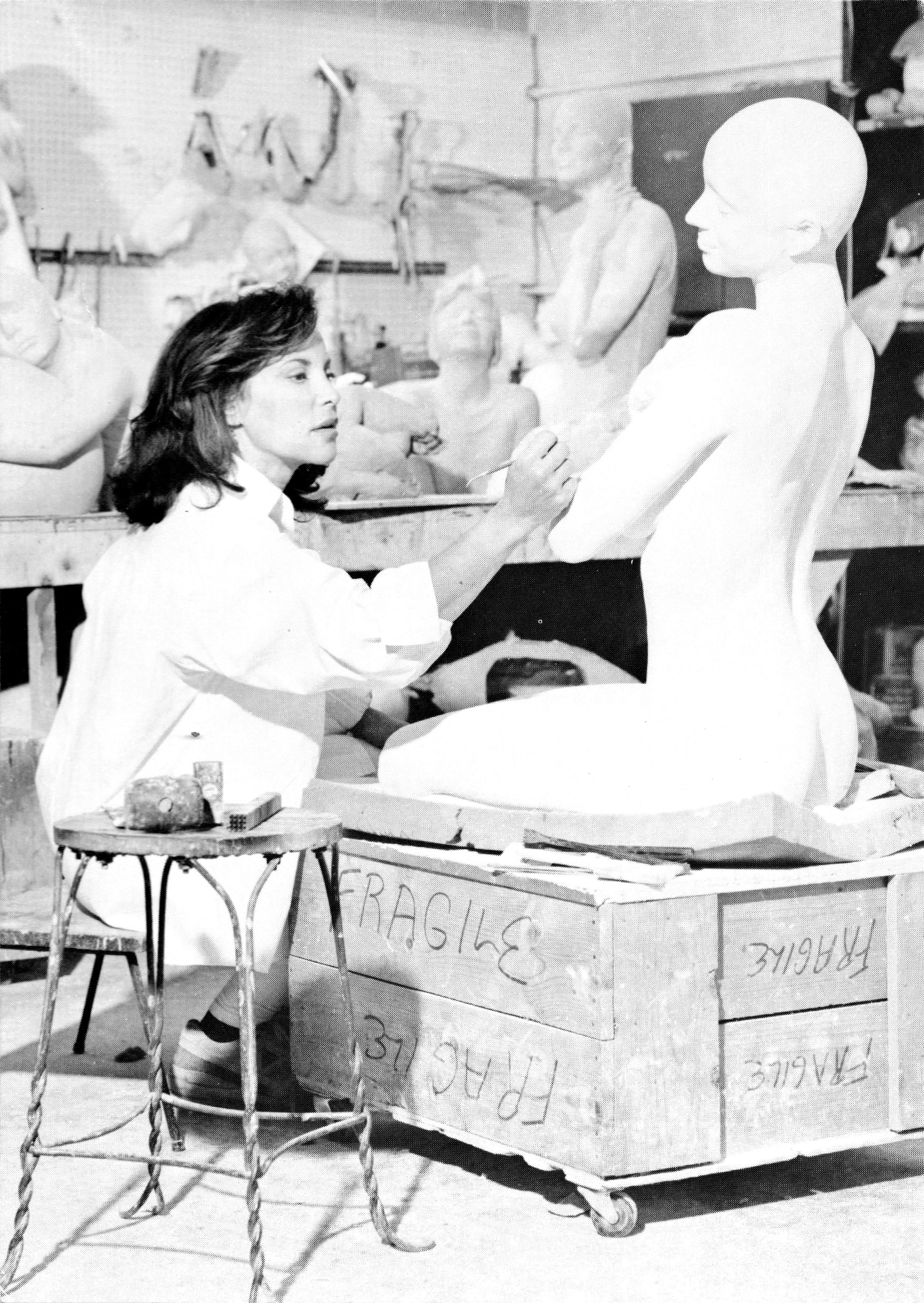
Carole Feuerman in ihrem Studio auf Long Island in Mineola, New York; 1981

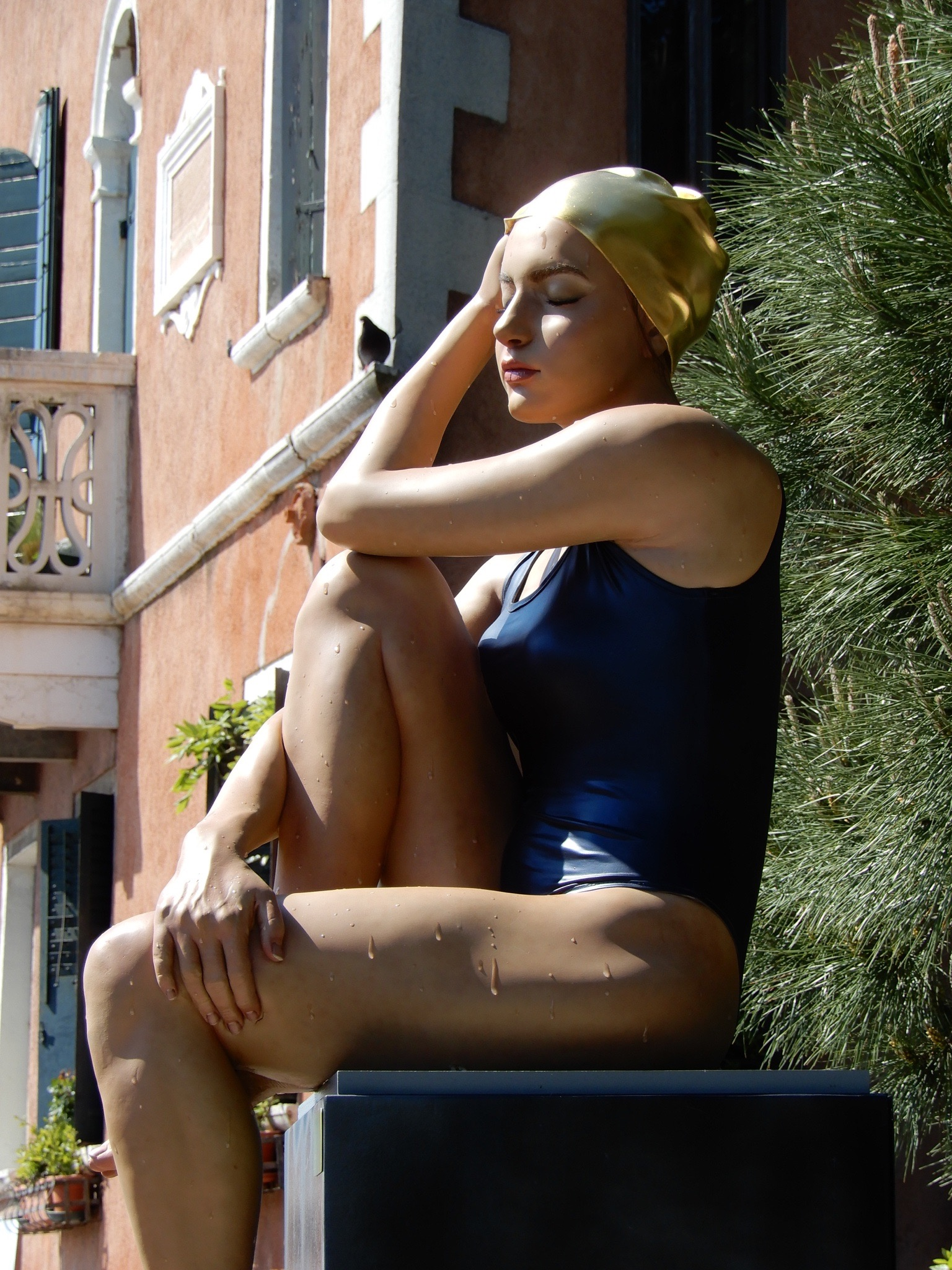
Hyperrealistische Skulptur von Carole A. Feuerman mit dem Titel The Midpoint auf ihrer Einzelausstellung im Giardino della Marinaressa der Biennale Venedig 2017

Feuerman studierte an der Hofstra University, der Temple University und der School of Visual Arts in New York City, wo sie ihren Bachelor of Arts-Abschluss erhielt. In den frühen 1970er Jahren trug sie den Künstlernamen Carole Jean, illustrierte für die New York Times und gestaltete Albumcover für Alice Cooper und die Rolling Stones, bevor sie sich der Bildhauerei zuwandte. Ihr Großvater finanzierte ihr erstes Kunststudio, eine alte Karosseriewerkstatt in Mineola auf Long Island. Ende der siebziger Jahre begann sie an The Golden Mean, Teil einer Reihe von Schwimmern und Badegästen, zu arbeiten. Die Bronzeskulptur The Golden Mean, die 4,87 m hoch ist und fast zwei Tonnen wiegt, zeigt einen männlichen Taucher, der nur auf seinen Händen in einer Armstandposition balanciert. Mit Hilfe eines Teams von Ingenieuren gestaltete Feuerman diese Skulptur. Eine Videodokumentation über die fünfjährige Entstehung des Werks wurde online gestellt.
Sie formt lebensgroße Figuren und Miniaturarbeiten aus Bronze, Harz und Marmor. Ihre Skulpturen umfassen die Bearbeitung des Stücks sowohl in Wachs als auch in Bronze, das spätere Auftragen mehrerer Schichten Grundierung und Farbe in der Gießerei und die Endbearbeitung im Atelier.
Im Jahr 2003 wurde Feuerman von dem Künstler Seward Johnson und der Sculpture Foundation beauftragt, eine einzigartige Skulpturinstallation aus bemalter Bronze für die ständige Sammlung von Grounds for Sculpture zu schaffen. Am 20. Mai 2012 enthüllte Feuerman ihre monumentale Skulptur Survival of Serena in bemalter Bronze in New York City. Die gleiche Skulptur aus Harz debütierte 2007 auf der Biennale di Venezia.
Sie hat im Solomon R. Guggenheim Museum und im Metropolitan Museum gelehrt, Vorträge gehalten und Workshops gegeben.
2011 gründete sie die Carole A. Feuerman Sculpture Foundation.
In den 2020er Jahren befinden sich ihre Werke unter anderem in den Sammlungen des Metropolitan Museum of Art in New York, des Hermitage Museum in St. Petersburg, des El Paso Museum of Art und des Bass Museum of Art in Miami. Insbesondere ist sie auch in vielen Privatsammlungen auf der ganzen Welt vertreten, darunter in der Sammlung des Kaisers von Japan und des ehemaligen Präsidenten Bill Clinton, der Frederick R. Weisman Art Foundation, Henry Kissinger und Malcolm Forbes.

## Werke (Auswahl)

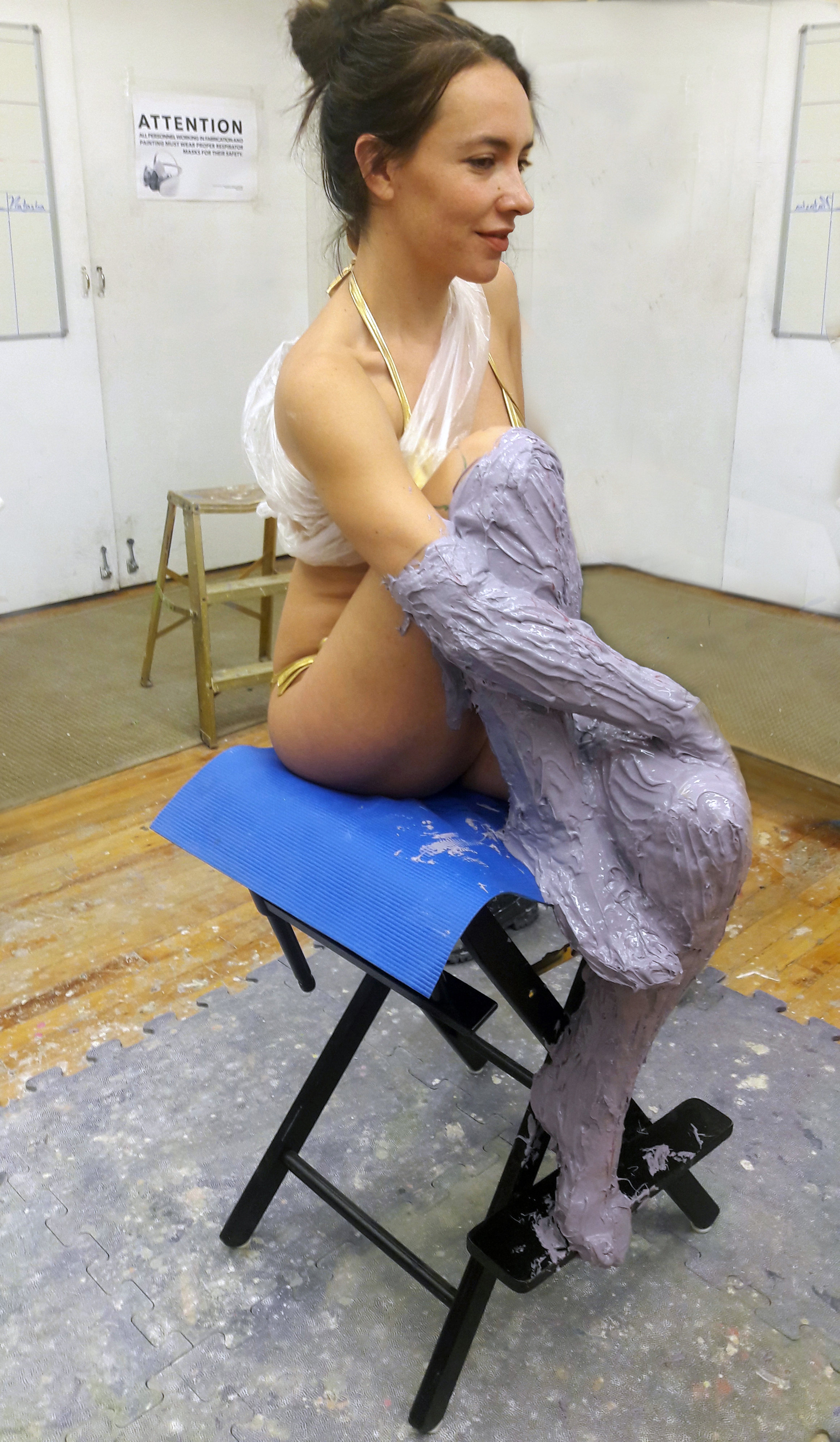
Die französisch-mexikanische Schauspielerin Yadira Pascault diente als Vorbild für The Midpoint; hier während des Casting-Prozesses 2016

- 2012, Survival of Serena: bemalte Bronze, New York City
- 2017, The Midpoint, eine handpatinierte hyperrealistische Skulptur zur Teilnahme an der 57. Internationalen Kunstausstellung La Biennale di Venezia
- 2023, 2024, Bibi on the Ball: eine lebensgroße Schwimmerin sitzt auf einem übergroßen Wasserball, alles aus gefärbtem Kunststoff geformt, 
Bestandteil einer Wanderausstellung, zu welcher weitere vier Skulpturen gehören[6]

## Ausstellungen

### Einzelausstellungen
- 1978: Fragments, Rated X, MJS-Gallery, Fort Worth, Texas
- 1979: Art 10 ’79, Basel Art Fair, Basel
- 1980: Fragments Part I, Hansen Gallery, The Fuller Building, New York
- 1993: Wet Is Wonderful, International Swimming Hall of Fame Gallery, Fort Lauderdale, Florida
- 2008: Silence, Passion, Expression: The Sculpture of Carole Feuerman, Amarillo Museum of Art, Amarillo
- 2008: La Scultura Incontra la Realtà, Moretti Gallery, Florenz
- 2008: SHContemporary, Shanghai Art Fair, Shanghai
- 2021: Carole Feuerman: Fifty Years of Looking Good, Galerie Hübner & Hübner, Frankfurt
- 2021: Carole A. Feuerman, Galeries Bartoux, New York
- 2021: Carole A. Feuerman, Galleria Comunale d`Arte Moderna Roma, Rom
- 2022: Carole A. Feuerman: Master of Hyperrealism, Markowicz Fine Art, Dallas
- 2023: Carole A Feuerman: Sea Idylls, Galeries Bartoux, New York,
- 2023: Carole Feuerman, Galeries Bartoux, New York
- 2024: Carole A Feuerman: Sea Idylls im Hafenviertel von Manhattan

### Gruppenausstellungen
- 2013: Bodyworks, Sculpturesite Gallery, Glen Ellen, Kalifornien
- 2014: Octavia Art Gallery, New Orleans, Louisiana
- 2014: Octavia Summer Show, Octavia Art Gallery, New Orleans
- 2014: Winterausstellung 2014, Plus One Gallery, London
- 2015: A Year in Review, Octavia Art Gallery, New Orleans
- 2015: 25th Anniversary, Sculpturesite Gallery, Glen Ellen, Kalifornien
- 2015: Summer Suite, Octavia Art Gallery, Houston
- 2015: Small Works, Jim Kempner Fine Art, Chelsea, New York
- 2015: BLACK + BLUE, KM Fine Arts, Chicago, Near North Side, Chicago, Illinois
- 2021: Hyperrealisme, ceci n"‘est pas un corps, Institut für Kulturaustausch, La Sucrière, Lyon
- 2021: Corpus Domini, Dal Corpo Glorioso Alle Rovine Dell’Anima, Cura Di Francesca Alfano Miglietti, Palazzo Reale, Mailand
- 2021: ¿Lifelike? Hyperrealistic Sculptures, Ceci n’est pas un corps, Tour & Taxis, Brüssel
- 2021: Deep pap: The Evolution of a Movement, Oneo Gallery, Bloomfield
- 2021: Presence. Absence. Stillness. Nove artisti contemporanei in esposizione a Firenze
- 2021: ¿LEBENSECHT? Hyperrealistische Skulpturen, Osthaus Museum Hagen in Museumsplat, Hagen[7]
- 2021: The Frankfurt ART Experience, Frankfurt
- 2021: Summertime, Galerie Klose, Essen
- 2022: Hyperrealisme. Ceci n'est pas un corps, Musée Maillol, Paris
- 2022: Intersect Chicago, Chicago, Illinois
- 2022: Hyperrealistic Sculptures at La Sucrière, Lyon
- 2023: Hyperrealismus / Illusionen der Wirklichkeit, Galerie Klose, Essen[8]

## Auszeichnungen (Auswahl)
- 1981: Charles D. Murphy Sculpture Award
- Lifetime Achievement 'Goddess Artemis' Award des European American Woman's Council (EAWC)
- Special Honor Award in Changzhou
- Best in Show in Beijing
- 1982: Amelia Peabody Award
- 2005: Medici Award in Florenz
- 2008: Erster Preis bei der Olympic Fine Art Exhibition in Peking

## Veröffentlichungen (Auswahl)
- My Hyperrealist Life and Legacy, Independently published, 2022, ISBN 979-8-35438603-1.
- Swimmers: Carole A. Feuerman, The Artist Book Foundation, 2016, ISBN 978-0-9888557-4-8.
- Carole A. Feuerman: 50 Years of Looking Good, Scheidegger & Spiess, 2020, ISBN 978-3-85881-844-7.